# Onyx (spionaggio)

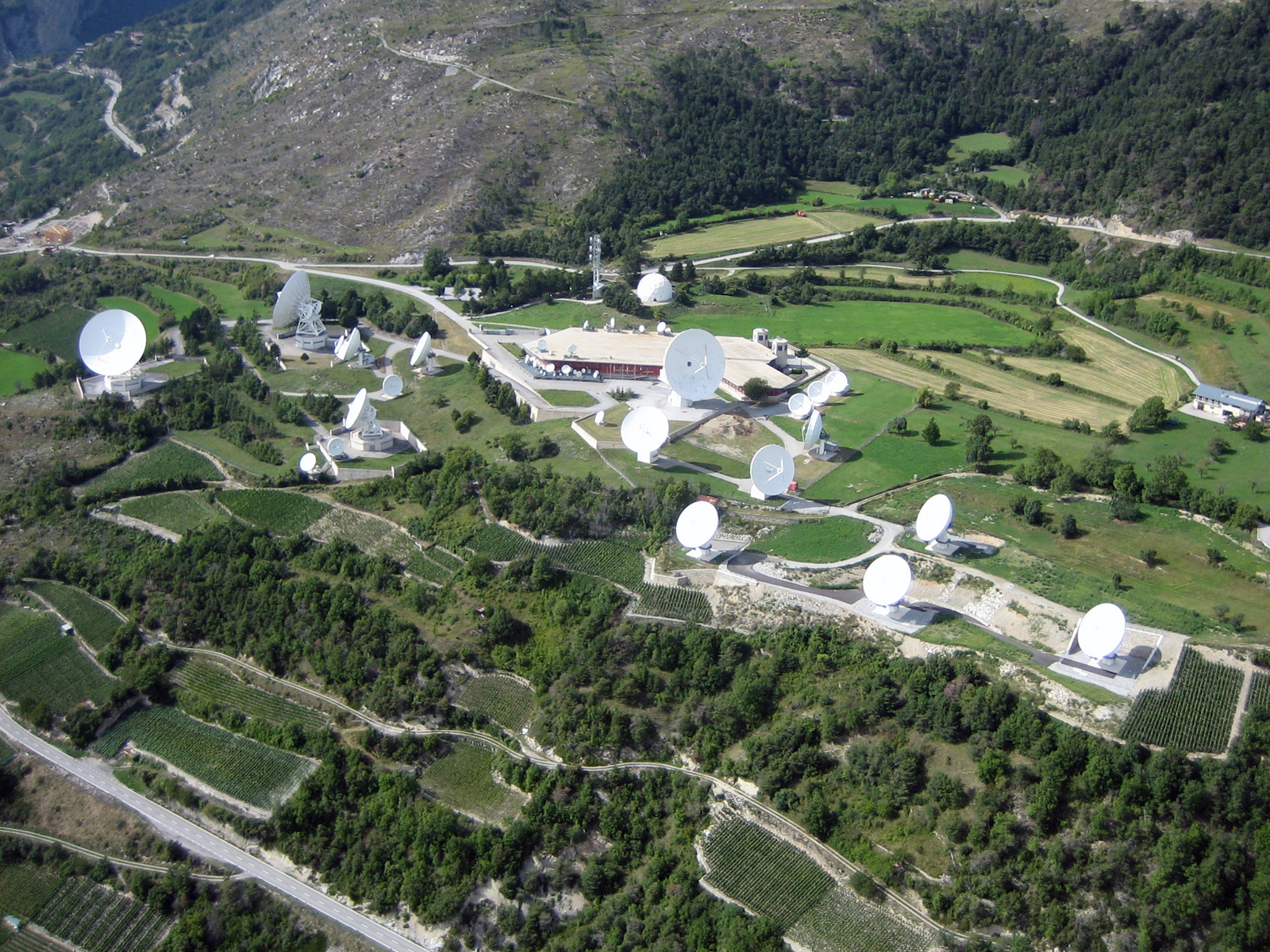
Una stazione del progetto Onyx a Leuk

Onyx è un progetto di intercettazione delle comunicazioni su suolo svizzero. Il suo sviluppo è stato deciso in una seduta segreta del Consiglio Federale del 1997.
La fase operativa dei progetti è iniziata nel 2004, ma la messa in funzione del sistema risale all'aprile del 2000. Nel marzo del 2005 è stata ultimata la posa delle antenne, il sistema dovrebbe essere ora in piena operatività.
In un paesino chiamato Heimenschwand, nel canton Berna sono ora presenti dieci giganteschi ricevitori in grado di vagliare ed ascoltare tutto il movimento di dati in circolo tramite sistemi informatici, internet, telefono, fax e telex.